# San Pietro in Vincoli
La Basílica de San Pietro in Vincoli o de Sant Pere in Vincoli (‘Sant Pere encadenat’) és una basílica de Roma coneguda per tenir l'estàtua del Moisès de Miquel Àngel.

## Història

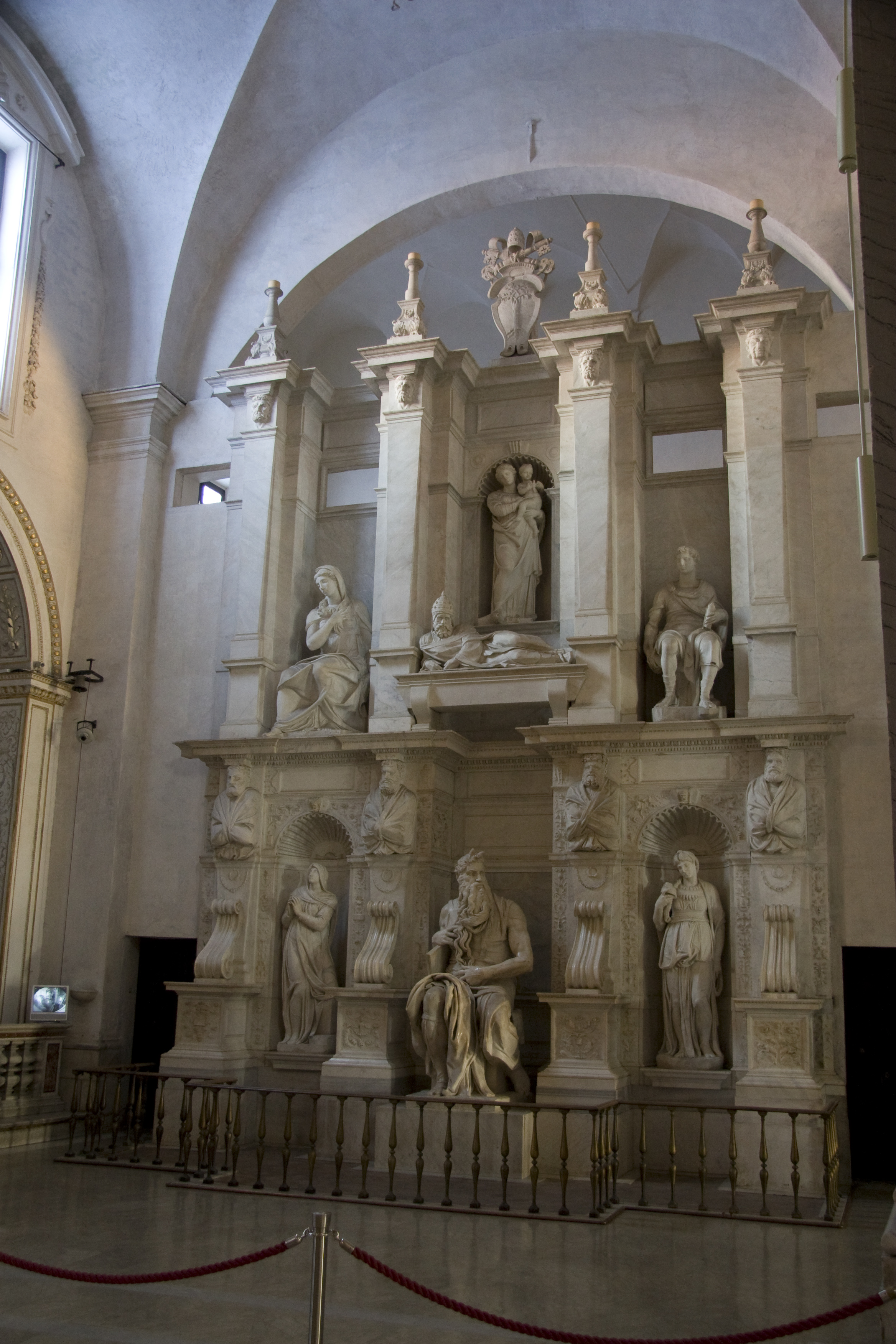
La tomba de Juli II, amb el Moisès de Miquel Àngel.

La basílica va ser construïda a la meitat del segle v per guardar la relíquia de les cadenes amb les que van lligar a Sant Pere durant el seu empresonament a Jerusalem.
Segons conta la llegenda, l'emperadriu Eudòxia (esposa de l'emperador Valentinià III) va oferir les cadenes com a regal al papa Lleó I. Quan aquest les va comparar a les cadenes del primer empresonament de Sant Pere a la Presó Mamertina a Roma, les dues cadenes es van unir miraculosament. Les cadenes es guarden a un reliquiari sota l'altar principal de la basílica.
La basílica va experimentar diverses restauracions i reconstruccions, entre elles la restauració del papa Adrià I i les reconstruccions del papa Sixt IV i de Juli II. També va patir una renovació el 1875. El pòrtic frontal, incorporat el 1475, s'atribueix a Baccio Pontelli, mentre que el claustre (1493-1503), és obra de Giuliano da Sangallo.

## Interior
L'interior de la basílica està format per una planta de dues naus, amb tres absis dividits per columnes d'estil dòric. Les naus tenen voltes de creueria, mentre que la nau central té un sostre emplafonat del segle xviii, amb frescs de Giovanni Battista Parodi al centre mostrant el Miracle de les cadenes (1706).
El Moisès de Miquel Àngel, finalitzat el 1515 i originàriament concebut com a part del monument independent del papa Juli II junt amb 47 estàtues més, es va convertir en el nucli central del monument i tomba del papa a San Pietro, l'església de la seva família. Moisès es presenta amb banyes, a causa de la similitud en llatí entre les paraules "ratllo" y "banya". Aquest tipus de simbolisme iconogràfic era comú a l'art sagrat del Renaixement, i en aquest cas, facilitava el treball de l'escultor (ja que esculpir unes banyes és molt més concret que esculpir llum abstracta), i aquells que el veiessin ho entendrien com el resplendor de la cara de Moisès, i no com a banyes. El temple és visitat de forma massiva pels turistes gràcies a aquesta escultura de Miquel Àngel.
Altres obres d'art que es poden trobar en aquesta església inclouen dos pintures de Santa Augustina i Santa Margarita de Guercino, el monument del cardenal Girolamo Agucchi dissenyat per Domenichino (també autor del fresc de 1604 Alliberació de Sant Pere, situat a la sagristia, el retaule de la primera capella, una Deposició de Pomarancio, i el sepulcre de Nicolás de Cusa (1464), obra d'Andrea Bregno.
També es poden trobar les sepultures del pintor i escultor Antonio Pollaiuolo i del pintor de miniatures Giulio Clovio, amic de El Greco.

## Imatges
- Interior de la basílica
- Fresc del s. XVIII, El Miracle de les Cadenes al centre del sostre de la nau, per Giovanni Battista Parodi (1706)
- L'estàtua de Moisès de Miquel Àngel
- Reliquiari amb les cadenes de Sant Pere
- Frescs de Giacomo Coppi (1577)
- Mosaic de Sant Sebastià

## El títol cardenalici deSan Pietro in Vincoli
L'antic títol cardenalici de San Pietro in Vincoli, que data del regnat del Papa Símmac I, va ser erigit al voltant del 490 a l'església que l'emperadriu Licínia Eudòxia va fer construir per amb motiu de la mort del seu espòs, l'emperador Valentinià III.|
El títol va ser esmentat entre els presents ala sínode romà del 499. L'església a la qual es va adjuntar va rebreuna nova consagració al 555 pel Papa Pelagi I. Al Liber Pontificalis, les biografies dels Papes Adrià I i Lleó III, el títol és Eudoxiae ad Vincula. Com que al tresor de l'església es conserven les cadenes de Sant Pere, el títol ha estat rebatejat com a San Pietro in Vincoli. D'acord amb el catàleg de Pere Mallio, compilat sota el pontificat d'Alexandre III, el títol es va adjuntar a la basílica de Sant Llorenç fuori li mura i els seus sacerdots celebren missa al seu torn.

### Cardenals titulars
- Andromaco (590-?)
- Romano (?-897)
- Faustino (956- inicis de 964)
- Giorgio (964- inicis de 972)
- Giuliano (?) (972-?)
- Fasano (vers 1000-1003)
- Adeodato(o Dieudonné, o Deusdedit) (1073- vers 1088)
- Alberico (1088-1100)
- Benedetto (1100?- finals de 1118)
- Matteo (1126 o 1127- 1137 o 1138)
- Cosma (1137- inicis de 1158)
- Guglielmo Matingo (o Matengo), O.Cist. (1158-1176)
- Eguillino (finals de 1176- inicis de 1182)
- Pietro (1188-1191)
- Bernardo, Canonge regular de San Frediano di Lucca (1193-1204) 
  - Pietro Colonna (in commendam 1288, substituït en el mateix any amb el títol de Santi XII Apostoli)
- Pietro Oringa (o Henrici, o Orrighi, o Oringhius) (1328-1330?), pseudocardenal de l'antipapa Nicolau V
- Hélie de Talleyrand-Périgord (1331-1348)
- Angelic de Grimoard, O.S.A. (1366-1367)
- Pierre Girard (o Pietro Girard de Podio) (1390-1405)
- Antonio Arcioni (12 de juny de 1405 – 21 de juliol de 1405)
- Antonio Correr,  C.R.S.G.A. (9 de maig de 1408 – 9 de maig de 1409)
- João Afonso Esteves da Azambuja (6 de juny de 1411 – 23 de gener de 1415), pseudocardenal de l'antipapa Joan XXIII
- Juan de Cervantes (27 de maig de 1426 – 27 de març de 1447) pseudocardenal de l'Antipapa Benet XIII
- Nicolau de Cusa (3 de gener de 1449 – 12 d'agost de 1464)
- Francesco della Rovere O.Min. (20 de novembre de 1467 – 10 d'agost de 1471)
- Giuliano della Rovere in commendam (22 de desembre de 1471 – 1 de novembre de 1503)
- Galeotto Franciotti della Rovere (6 de desembre de 1503 – 11 de setembre de 1507)
- Sisto Gara della Rovere (11 de setembre de 1507 – 8 de març de 1517)
- Leonardo Grosso della Rovere (9 de març de 1517 – 17 de setembre de 1520)
- Silvio Passerini (17 de setembre de 1520 – 5 de gener de 1521)
- Albrecht von Brandenburg (5 de gener de 1521 – 24 de setembre de 1545)
- Jacopo Sadoleto (27 de novembre de 1545 – 18 d'octubre de 1547)
- Jean du Bellay (26 d'octubre de 1547 – 9 d'abril de 1548)
- Giulio della Rovere (9 d'abril de 1548 – 12 d'abril de 1570)
- Antoine Perrenot de Granvella (9 de juny de 1570 – 9 de juliol de 1578)
- Giovanni Antonio Serbelloni (12 d'abril de 1570 – 9 de juny de 1570)
- Markus Sitticus von Hohenems Altemps (3 d'octubre de 1578 – 17 d'agost de 1579)
- Stanislaus Hosius (9 de juliol de 1578 – 3 d'octubre de 1578)
- Alfonso Gesualdo (17 d'agost de 1579 – 5 de desembre de 1580)
- Marco Antonio Colonna (5 de desembre de 1580 – 13 d'octubre de 1586)
- Girolamo della Rovere (14 de gener de 1587 – 7 de febrer de 1592)
- Alessandro Ottaviano de' Medici (14 de febrer de 1592 – 21 de febrer de 1600)
- François de Joyeuse (27 d'abril de 1594 – 24 de març de 1604)
- Girolamo Agucchi (25 de juny de 1604 – 27 d'abril de 1605)
- Cinzio Passeri Aldobrandini (1 de juny de 1605 – 1 de gener de 1610)
- Lanfranco Margotti (11 de gener de 1610 – 28 de febrer de 1611)
- Bartolomeo Cesi (5 de desembre de 1611 – 7 de gener de 1613)
- Bonifazio Bevilacqua Aldobrandini (7 de gener de 1613 – 29 de març de 1621)
- Michelangelo Tonti (13 d'octubre de 1621 – 21 d'abril de 1622)
- François d'Escoubleau de Sourdis (29 de març de 1621 – 13 d'octubre de 1621)
- Luigi Capponi (2 de maig de 1622 – 20 d'agost de 1629)
- Laudivio Zacchia (17 de setembre de 1629 – 30 d'agost de 1637)
- Antonio Barberini (7 de setembre de 1637 – 26 de maig de 1642)
- Bernardino Spada (22 de maig de 1642 – 19 de febrer de 1646)
- Marzio Ginetti (19 de febrer de 1646 – 23 de setembre de 1652)
- Giovanni Battista Maria Pallotta (23 de setembre de 1652 – 21 d'abril de 1659)
- Ulderico Carpegna (21 d'abril de 1659 – 21 de novembre de 1661)
- Alderano Cybo (21 de novembre de 1661 – 24 de maig de 1676)
- Emmanuel Théodose de la Tour d'Auvergne de Bouillon (19 d'octubre de 1676 – 19 d'octubre de 1689)
- Savo Millini (12 de desembre de 1689 – 10 de febrer de 1701)
- Pierre de Bonzi (19 d'octubre de 1689 – 28 de novembre de 1689)
- Marcello Durazzo (21 de febrer de 1701 – 27 d'abril de 1710)
- Fulvio Astalli (7 de maig de 1710 – 16 d'abril de 1714)
- Ferdinando d'Adda (16 d'abril de 1714 – 21 de gener de 1715)
- Lorenzo Casoni (21 de gener de 1715 – 19 de novembre de 1720)
- Lorenzo Corsini (16 de desembre de 1720 – 19 de novembre de 1725)
- Gianantonio Davia (19 de novembre de 1725 – 11 de febrer de 1737)
- Vincenzo Petra (11 de febrer de 1737 – 16 de setembre de 1740)
- Francesco Antonio Finy (16 de setembre de 1740 – 11 de març de 1743)
- Nicolò Maria Lercari (11 de març de 1743 – 21 de març de 1757)
- Antonio Andrea Galli (23 de maig de 1757 – 24 de març de 1767)
- Gaetano Fantuzzi Gottifredi (6 d'abril de 1767 – 1 d'octubre de 1778)
- Lazzaro Opizio Pallavicino (14 de desembre de 1778 – 23 de febrer de 1785)
- Giuseppe Doria Pamphili (11 d'abril de 1785 – 20 de setembre de 1802)
- Girolamo Della Porta (20 de setembre de 1802 – 5 de setembre de 1812)
- Tommaso Arezzo (29 d'abril de 1816 – 29 de maig de 1820)
- Paolo Giuseppe Solaro (24 de novembre de 1823 – 9 de setembre de 1824)
- Joachim-Jean-Xavier d'Isoard (17 de setembre de 1827 – 15 d'abril de 1833)
- Castruccio Castracane degli Antelminelli (29 de juliol de 1833 – 22 de gener de 1844)
- Niccola Clarelli Parracciani (25 de gener de 1844 – 22 de febrer de 1867)
- Luis de la Lastra y Cuesta (12 de juliol de 1867 – 5 de maig de 1876)
- Giovanni Simeoni (18 de desembre de 1876 – 14 de gener de 1892)
- Ignazio Persico O.F.M.Cap. (19 de gener de 1893 – 7 de desembre de 1895)
- Adolphe Perraud C.O. (25 de juny de 1896 – 10 de febrer de 1906)
- Désiré-Joseph Mercier (18 d'abril de 1907 – 23 de gener de 1926)
- Luigi Capotosti (24 de juny de 1926 – 16 de febrer de 1938)
- Teodósio de Gouveia (22 de febrer de 1946 – 6 de febrer de 1962)
- Leo Joseph Suenens (22 de març de 1962 – 6 de maig de 1996)
- Jean Marie Balland (21 de febrer de 1998 – 1 de març de 1998)
- Louis-Marie Billé (21 de febrer de 2001 – 22 de juliol de 2001)
- Pio Laghi (26 de febrer de 2002 – 10 de gener de 2009)
- Donald Wuerl (20 de novembre de 2010 – present)